# Табаїл
Табаїл (*д/н — бл. 742 до н. е.) — 7-й цар Арам-Дамаску в 770—742 роках до н. е. В ассирійських джерелах відомий як Хадіану.

## Життєпис
Син або онук царя Бен-Хадада III. Посів трон близько 770 року до н. е. Продовжив політику відродження держави, чому заважали конфлікти із сусідами, насамперед Хаматом, та величезна данина ассирійцям. Сплата данини в свою чергу спричиняло збільшення податків, що викликало все більше невдоволення усіх верств підданих.
Тому Табаїл спочатку замирився з сусідами, зокрема Хаматом і Аммоном, з якими уклав антиассирійський союз. Поступово став збільшувати військо. З кінця 760-х років до н. е. скористався внутрішніми негараздами в Ассирія для зменшення сплати данини. До своєї смерті 742 році до н. е. підготовив усі умови для нового виступу проти ассирійців. Йому спадкував син Резон II.